# Mimozotale flavovittata
Mimozotale flavovittata là một loài bọ cánh cứng trong họ Cerambycidae.